# Gampopa

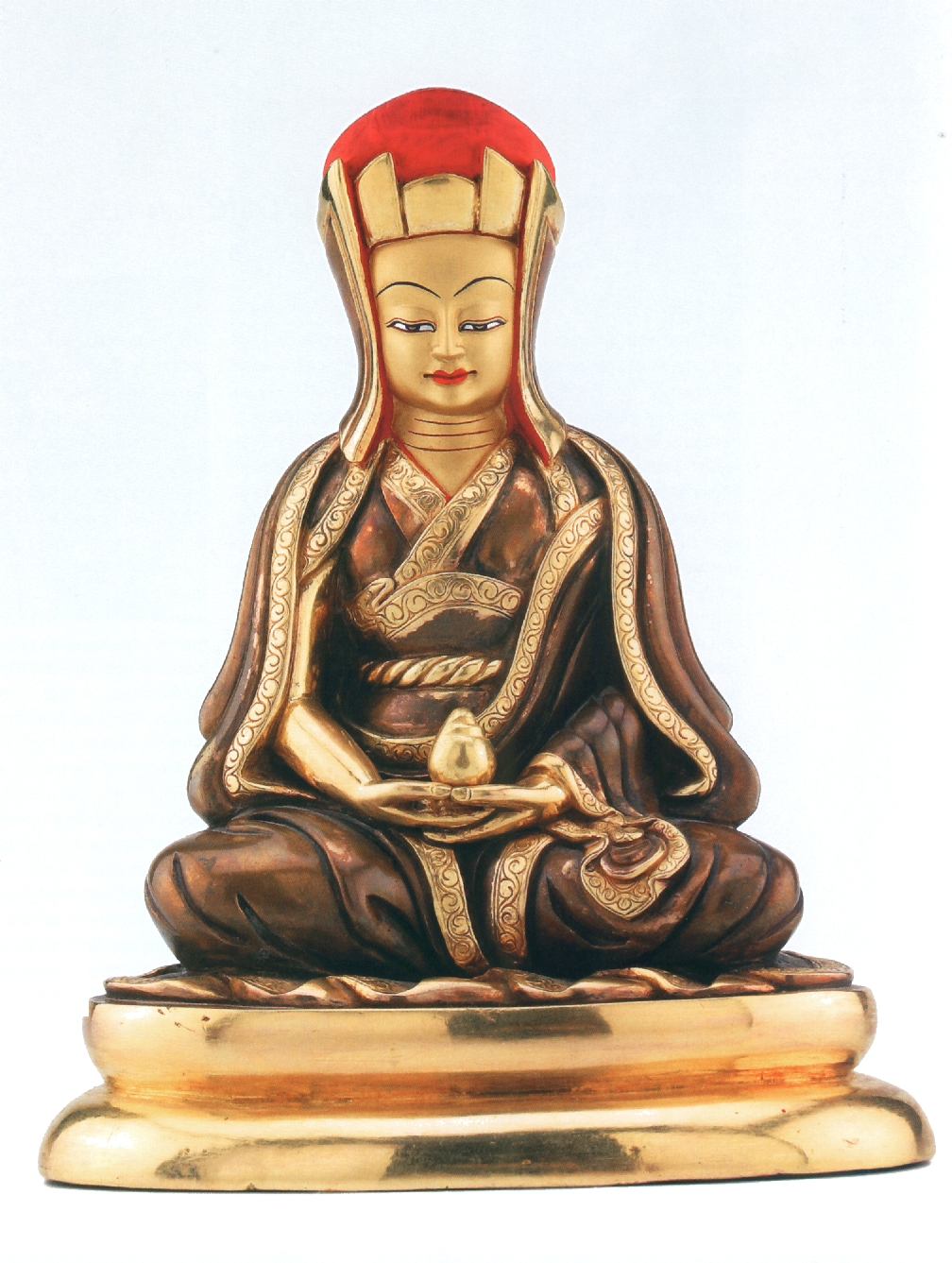
Gampopa

Gampopa (1079-1153), uno dei principali maestri della tradizione Kagyu del buddismo tibetano.
Nacque a Nyal, nel Tibet Orientale.
Suo padre era un famoso medico che lo educò permettendogli di ottenere precocemente una profonda conoscenza delle scienze mediche. A 15 anni Gampopa era già considerato medico esperto e mostrava grande interesse per lo studio dei Tantra.
Si sposò a 22 anni e dall'unione con la sua consorte nacquero un bambino ed una bambina. Un'epidemia investì la regione e, all'improvviso, i suoi due figli morirono. Poco dopo, anche sua moglie si ammalò; egli tentò di guarirla ricorrendo ad ogni metodo conosciuto, ma non vi fu modo, e, in punto di morte, ella gli chiese di dedicare la sua vita al Dharma.
Adempiendo al desiderio della moglie, all'età di 26 anni entrò in un monastero Kadampa, dove fu ordinato Monaco.
A 33 anni, sentendo parlare del grande yogi Milarepa fu scosso da forte devozione, e, interpretando questo come un buon presagio, lasciò il monastero per mettersi in viaggio alla ricerca di Milarepa.
Dopo tante sofferenze e privazioni, egli trovò finalmente Milarepa, dal quale ricevette tutti gli insegnamenti nell'arco di 13 mesi.
Ricevuti gli insegnamenti, raggiunse Dvagspo, dove rimase in ritiro, impegnandosi nella meditazione, per molti anni, sino a raggiungere la completa Illuminazione.
Qui fondò il monastero di Dvagslha Gampo, dove, sfruttando la sua grande abilità nella scrittura e nel dibattito, sviluppò e consolidò gli insegnamenti della tradizione Kagyu.
Egli diede insegnamenti a più di 500 studenti, ed i suoi principali discepoli furono: Dusum Khyenpa (il 1° Karmapa), Phagmo Gru Dorje Gyaltsen, Weungom Tsulrim Nyngpo e Dharma Wangchuk.